# Famille du Pontavice
La famille du Pontavice est une famille subsistante de la noblesse française, originaire de Bretagne.

## Histoire

### Origine
La famille du Pontavice tire son nom de la seigneurie du Pontavice.
La famille du Pontavice prouve sa filiation depuis Guillaume, écuyer, seigneur du Pontavice et de Montbaudry, trouvé en 1415 et 1419, père de Jean du Pontavice, marié en 1400. Cette famille appartient donc à la noblesse d'ancienne extraction. Elle figure comme noble d'extraction dans toutes les montres et revues et dans toutes les convocations des bans et arrière-bans de la noblesse de sa province. Ainsi, Guillaume du Pontavice, chevalier, figure dans le mandement du 23 août 1419, donné par le duc de Bretagne à son frère Richard, « pour mettre et bouter dehors aucun gens d'armes qui étaient venus piller le pays de Bretagne ». Dans la revue des hommes d'armes du sire de Lescure et de la compagnie du sire de La Hunaudaie, en 1464, figure parmi les hommes d'armes Jehan du Pontavice. Plus tard, cette famille figure dans les réformations et les montres de 1478 à 1513 dans l'évêché de Rennes. Elle est maintenue noble en 1599, 1624, en 1666 et 1670 lors de la Grande enquête sur la noblesse, puis par arrêté du Parlement en 1720. La famille du Pontavice fut reçue aux honneurs de la cour en 1771, 1786 et 1788.
Cette famille a adhéré à l'ANF en 1933.

### Fiefs

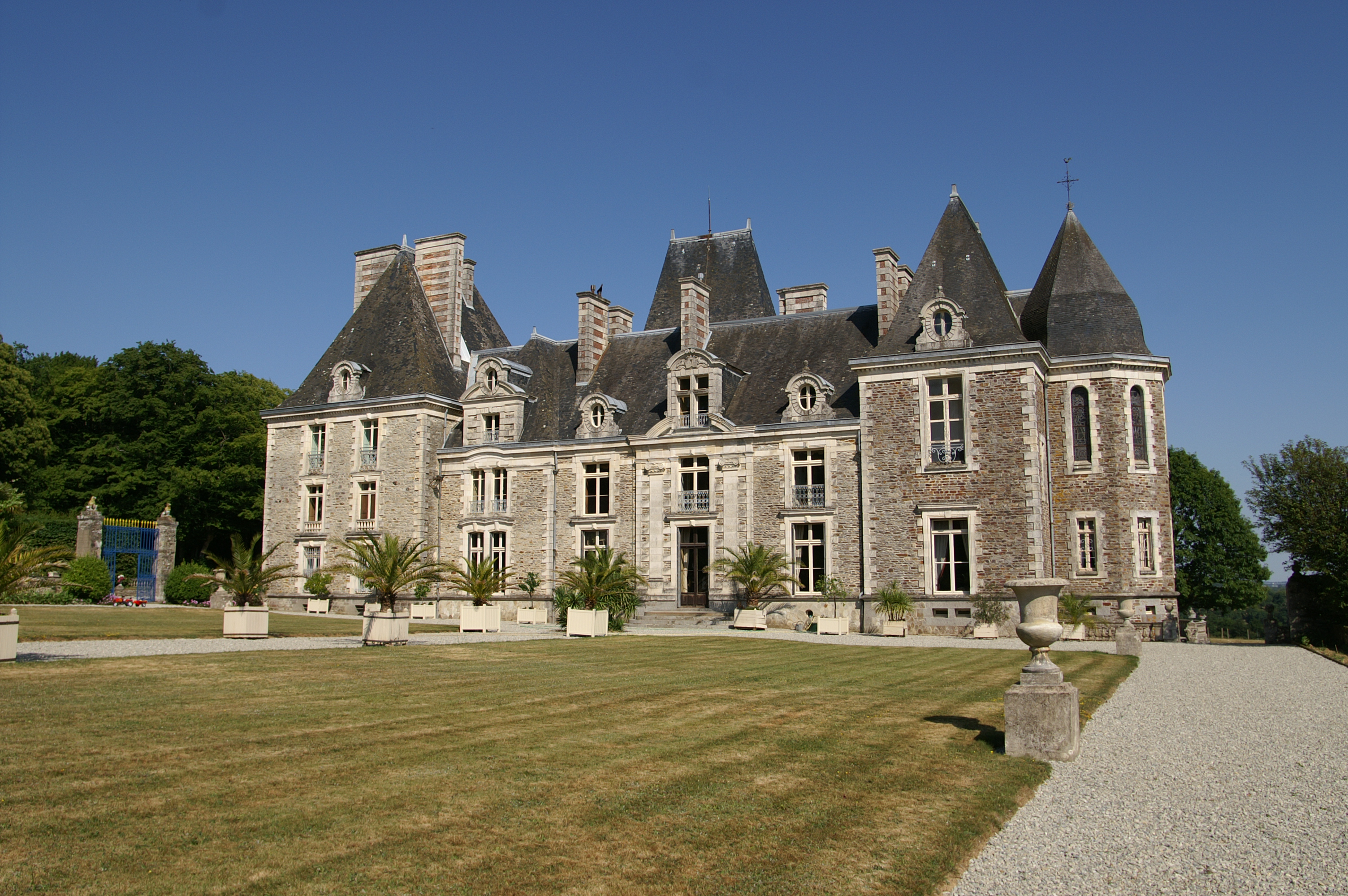
Le château du Bois-Bide à Pocé-les-Bois.

La famille du Pontavice a possédé les seigneuries suivantes : Le Pontavice, Montbaudry, La Hussonnais, La Lande, Les Préaux, Les Renardières, Saint-Pierre de Heussey, Saint-Laurent de Terregate, de Rouffigny, La Béchardière, La Chaudronneraie, Le Bas-Mesnil, La Mangeantière, La Bizolaye, La Cour-Henry, Le Vaugarny, Saint-Germain, etc.
Parmi les fiefs de la famille du Pontavice, existe encore de nos jours le site des Forges des Salles , situé dans la forêt de Quénécan, à la limite des départements des Côtes-d'Armor et du Morbihan, dans les communes de Perret et de  Sainte-Brigitte. Les hauts-fourneaux de ces forges ont fonctionné pendant près de trois cents ans et se sont arrêtés en 1877.
La famille du Pontavice possède le château du Bois-Bide à Pocé-les-Bois près de Vitré.

## Filiation
- Yves du Pontavice, écuyer, seigneur de Saint-Laurent de Terregate et de Rouffigny, archer de la compagnie du sire de Langey-du-Bellay, tué en 1558 par les huguenots, devant la porte de l'église de La Dorée, en Mayenne[6].
- Ambroise du Pontavice, écuyer, seigneur de Saint-Laurent-de-Terregatte, capitaine au régiment de Conti, tué au combat vers 1649[6].
- Jean du Pontavice, écuyer, seigneur de Saint-Laurent-de-Terregatte. Il participe à la fondation du Couvent des Clarisses Urbanistes de Fougères, en 1633[7]. Il est connétable de Fougères de 1636 à 1641[6].
- Georges-Michel du Pontavice (v. 1705- 1747), capitaine au régiment de Ségur-infanterie, chevalier de l'ordre royal de Saint-Louis, mort le 2 juillet 1747 à la bataille de Lawfeld.
- Alexandre du Pontavice (mort après 1779), brigadier des armées du roi, chevalier de l'ordre royal de Saint-Louis.
- Julien-Hyacinthe du Pontavice (1712-1793), officier au Royal Roussillon, chevalier de l'ordre royal de Saint-Louis.
- Olivier-Jean du Pontavice (1717-1792, marié en 1750), lieutenant des maréchaux de France, chevalier de l'ordre royal de Saint-Louis.
- Hyacinthe-Laurent du Pontavice (1748-1788), écuyer. Il est lieutenant des Maréchaux de France et capitaine-commandant des chasses du roi à Fougères en 1788[8].
- Jean Joseph du Pontavice (1753-1814), capitaine au régiment de Touraine, chevalier de l'ordre royal de Saint-Louis, a combattu en Amérique pendant la Guerre d'Indépendance.
- Alexandre Armand du Pontavice de Rouffigny (né en 1762), page de la reine (Marie-Antoinette) en 1777, admis aux honneurs de la cour sous le titre de marquis.
- Louis André du Pontavice (1763-1838), officier de l'armée catholique et royale de Bretagne, de l'état-major de M. Aimé Picquet du Boisguy, chevalier de l'ordre royal de Saint-Louis.
- Louis Anne du Pontavice (1766-1793), capitaine au régiment d'Armagnac, condamné à mort par le tribunal révolutionnaire pour sa participation à la Conspiration du marquis de La Rouërie, guillotiné le 18 juin 1793.
- Jacques-René du Pontavice (1777-1844)[9],[10], capitaine au régiment de Rohan, émigré en 1794, puis capitaine de chasseurs aux ordres de M. du Boisguy, à l'armée catholique et royale de Bretagne, de 1795 à 1796[11].
- Hyacinthe du Pontavice de Heussey (1814-1876), poète, ami de Baudelaire, Leconte de Lisle et de Littré.
- Edmond-Marie du Pontavice (1840-1913), lieutenant des mobiles d'Ille-et-Vilaine aux combats du Bourget et de Champigny, Île-de-France. Il est blessé au combat de Champigny au mois de décembre 1870. Il est chevalier de la Légion d'honneur et décoré de la médaille commémorative de la guerre 1870-1871[12].
- Guy-Marie du Pontavice (1842-1905), ancien élève de l'École des chartes, officier des mobiles en 1870-1871, chevalier de la Légion d'honneur[13].
- Jules du Pontavice de Heussey (1848-1928), polytechnicien, général de brigade d'artillerie, ancien attaché d'ambassade à Londres, commandeur de la Légion d'honneur[8].
- Gustave du Pontavice (1850-1916), auteur de plusieurs ouvrages cynégétiques, grand chasseur à tir (c'est dans son chenil qu'est né le premier épagneul breton).
- Olivier du Pontavice de Heussey (1853-1933), directeur du haras du Pin de 1893 à 1911 puis inspecteur général des Haras, éleveur de chevaux en Normandie, chevalier de la Légion d'honneur[14].
- Jacques du Pontavice (1897-1917), mort pour la France à l'âge de 20 ans, le 1er mai 1917, à Bovy (Marne).
- Bernard du Pontavice de Heussey (1895-1918), aviateur mort pour la France le 18 mars 1918 à l'âge de 22 ans à Manoncourt (Lorraine). Inhumé à Saint-Germain-en-Coglès.
- Hervé du Pontavice de Heussey (1890-1918), aviateur tombé pour la France le 16 juillet 1918 à l'âge de 28 ans à Bussy-Lettrée (Marne). Inhumé à Saint-Germain-en-Coglès.
- Marie Carmen du Pontavice (1904-1992), artiste, elle a créé les vitraux de l'église paroissiale de Solesmes (Sarthe).
- Joseph du Pontavice (1904-1994), polytechnicien, général de brigade, officier de la Légion d'honneur.
- Gabriel du Pontavice (1919-2005), cadet de Saumur (juin 1940, brigade Desplats), président de chambre à la Cour des comptes, officier de la Légion d'honneur.
- Pierre du Pontavice (1926-2021), maire de Melleray-la-Vallée, ancien directeur de la Fédération des parcs régionaux de France, officier de la Légion d'honneur.
- Jacques du Pontavice (1934-2020), maire de Perret (Côtes-d'Armor), officier en Algérie, défenseur de la forêt, du site des Forges des Salles et de l'abbaye du Bon Repos. Commissaire aux courses de Corlay. Chevalier du Mérite agricole.
- Marc du Pontavice (1963), producteur de cinéma.

## Armoiries
- Armes : D'argent à un pont de trois arches de gueules, maçonné de sable[15].
- Couronne : De comte
- Supports : Deux lions (alias deux lévriers)
- Devise : « Omnia per voluntatem »-« Certe »[16].

## Alliances
La famille du Pontavice s'est alliée aux familles suivantes : des Pins, de La Barre, de Poilley, d'Arconat, Vivien, Mariette, de Goué, Rogeroy, Taillefer, de Guitton, de Verdun, Larcher, Lusley, Fontaine, Lebasnier, Angot, Juin, de La Rocque, Poupin, Lasne, Pelet, Guitton, de Brégel, de Poilley, de Vallois de Villiers, d'Andigné, d'Héliand, Cazin d'Honincthun, de Malfilastre, de Coulanges, de Quenouart, Le Borgne de Coetivy, Guillard de Kersauzic, Romer, d'Ollone, Le Forestier, Tréhu de Monthierry, du Bourg du Bois-Bide (1830), du Verne (1901), Falcon de Longevialle (1918), du Plessis de Grenédan (1909), de Saint-Exupéry  (1928), Chevallier-Chantepie (1930), de La Gorgue de Rosny (1930), du Bouëtiez de Kerorguen (1936), de Prévost (1945), Hutteau d'Origny, Le Cour Grandmaison.